# Łukasz Przybylski
Łukasz Przybylski (24 de abril de 1994) es un deportista polaco que compite en tiro con arco, en la modalidad de arco compuesto.
Ganó dos medallas en el Campeonato Mundial de Tiro con Arco al Aire Libre de 2023, una medalla en el Campeonato Europeo de Tiro con Arco al Aire Libre de 2021 y una medalla en el Campeonato Europeo de Tiro con Arco en Sala de 2025.

## Palmarés internacional
| Campeonato Mundial al Aire Libre | Campeonato Mundial al Aire Libre | Campeonato Mundial al Aire Libre | Campeonato Mundial al Aire Libre |
| Año                              | Lugar                            | Medalla                          | Prueba                           |
| -------------------------------- | -------------------------------- | -------------------------------- | -------------------------------- |
| 2023                             | Berlín (Alemania)                | Medalla de oro                   | Equipo                           |
| 2023                             | Berlín (Alemania)                | Medalla de plata                 | Individual                       |
| Campeonato Europeo al Aire Libre |                                  |                                  |                                  |
| Año                              | Lugar                            | Medalla                          | Prueba                           |
| 2021                             | Antalya (Turquía)                | Medalla de bronce                | Individual                       |
| Campeonato Europeo en Sala       |                                  |                                  |                                  |
| Año                              | Lugar                            | Medalla                          | Prueba                           |
| 2025                             | Samsun (Turquía)                 | Medalla de plata                 | Equipo                           |